# سینترا اس‌ای
سینترا اس‌ای (انگلیسی: Cintra) شرکت ترابری اسپانیایی است، که در سال ۱۹۹۸ تأسیس شد.